# Richard Bergh

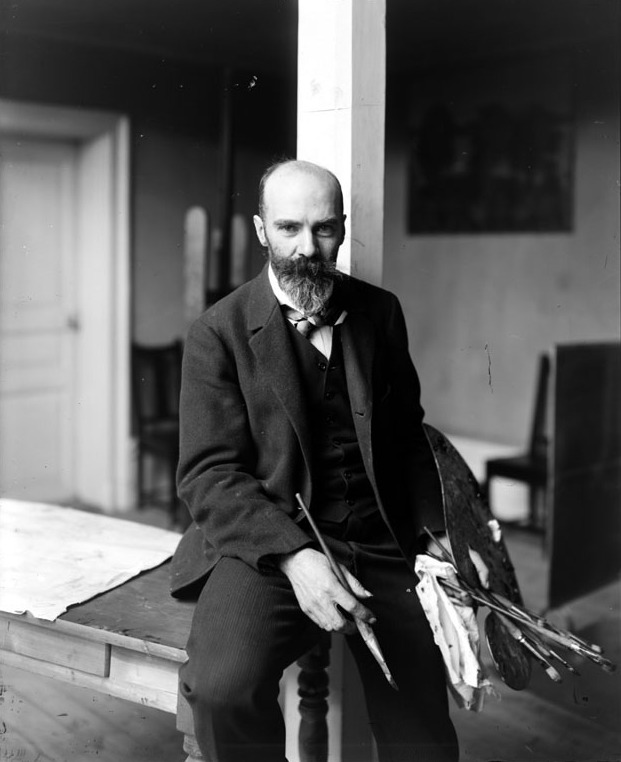
Richard Bergh, 1904

Richard Bergh (Stockholm, 28 december 1858 - omgeving van Stockholm, 29 januari 1919) is een Zweeds kunstenaar en schrijver van kunstliteratuur.

## Leven en werk
Bergh was – samen met Karl Nordström en Nils Kreuger – een van de leden van de zogenaamde Varbergsskola. Hij was bovendien actief betrokken bij het Zweedse museumwezen. Bergh is een van de belangrijkste vertegenwoordigers van de Zweedse kunst uit de periode 1880 – 1900. Zijn stijl is in de jaren tachtig het beste als naturalistisch te omschrijven, waarbij het buiten schilderen van groot belang was. Later ontwikkelde zijn stijl richting het synthetisme en cloisonnisme van Paul Gauguin, van wie hij een groot bewonderaar was. Hij was een actief lid van Konstnärsförbundet, een verbond van kunstenaars die zich afzette tegen de heersende, traditionele opvattingen van de Koninklijke Zweedse Academie.
De werken uit zijn oeuvre die in het algemeen als het meest belangrijk worden beschouwd, zijn Efter avslutad seance (Na het poseren), Nordisk sommarkväl (Noordse zomeravond), Riddaren och jungfrun en Waldemar Atterdags vloot bij Visby. Vooral Riddaren och jungfrun (De ridder en de jonkvrouw) bezit een uitgesproken symbolistische iconografie en kan als een allegorie over leven en dood worden beschouwd.
Bergh studeerde van 1877 tot 1881 in Stockholm. Daarna woonde hij tot 1889 beurtelings in Stockholm en Parijs, waar hij de leerling werd van de Frans historieschilder Jean-Paul Laurens. In 1904 vestigde Bergh zich in Storängen, Nacka, even buiten Stockholm in een ruime villa. De stijl van het door Albin Brag ontworpen woonhuis kenmerkt zich door de typisch Scandinavische nationaalromantiek. Kort voor zijn dood, in 1915, werd hij benoemd tot directeur van het Nationalmuseum in Stockholm.

## Galerij

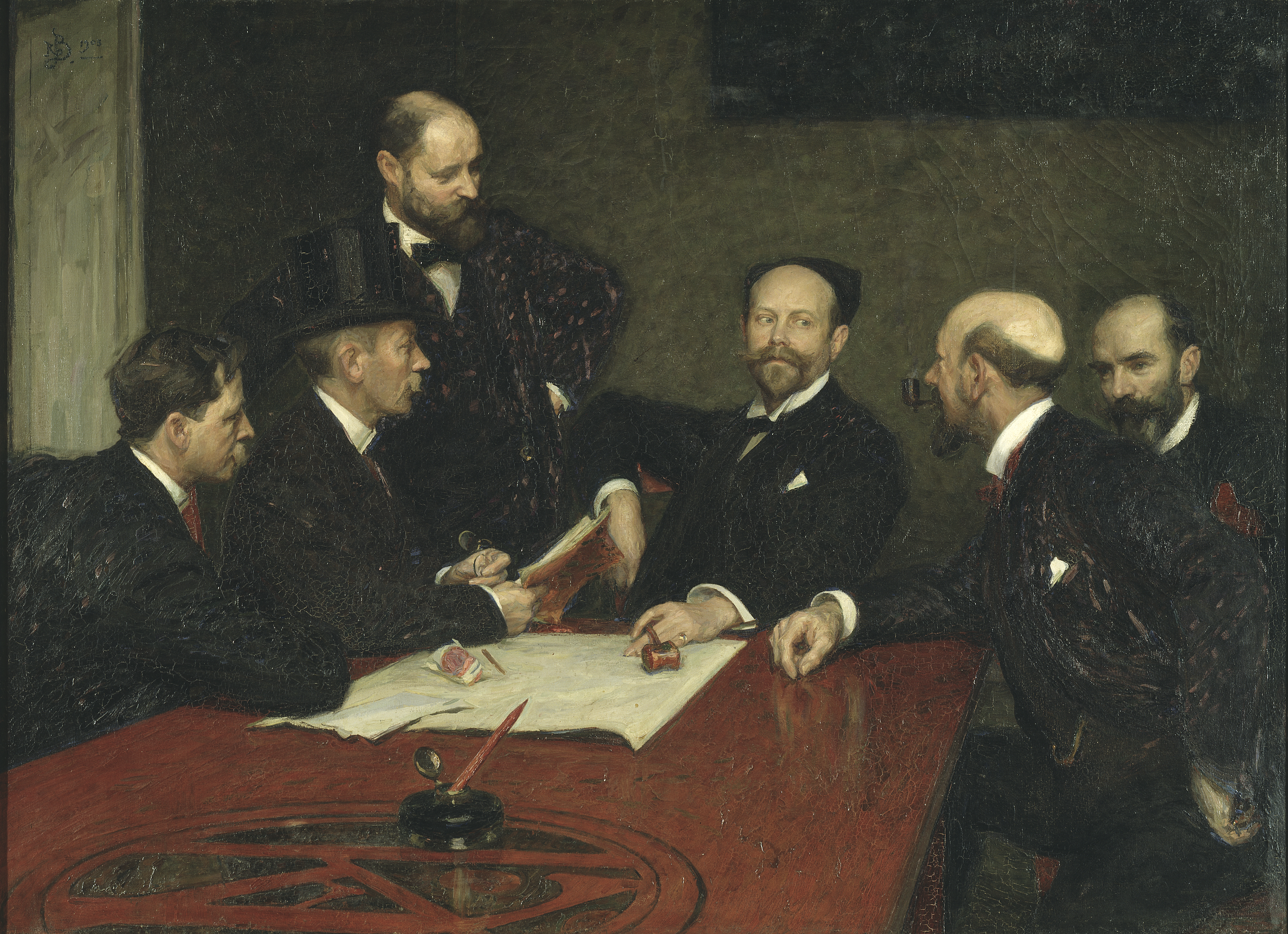
Konstnärsförbundet (1903) door Bergh, met hemzelf uiterst rechts
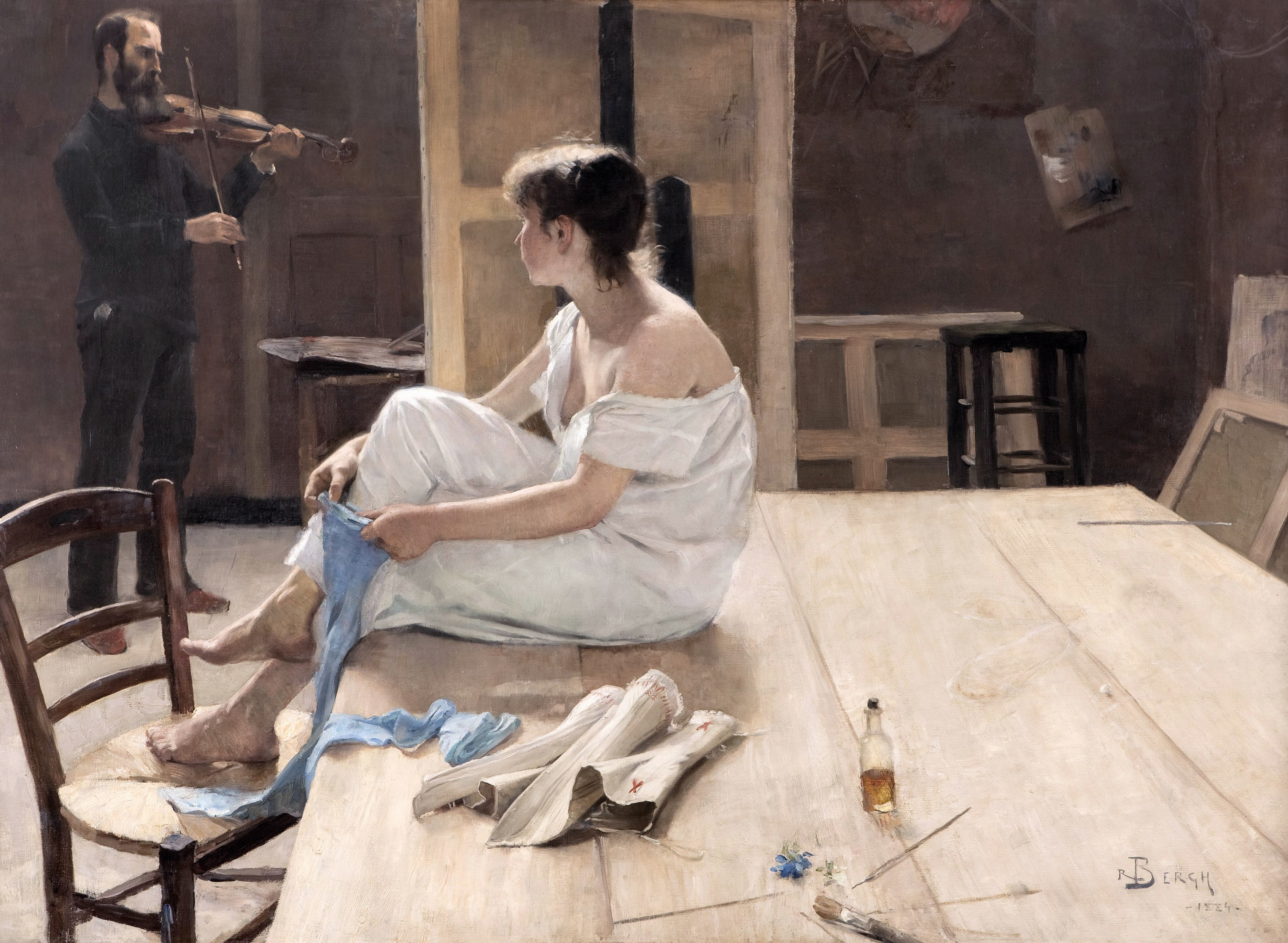
Na het poseren (1884)
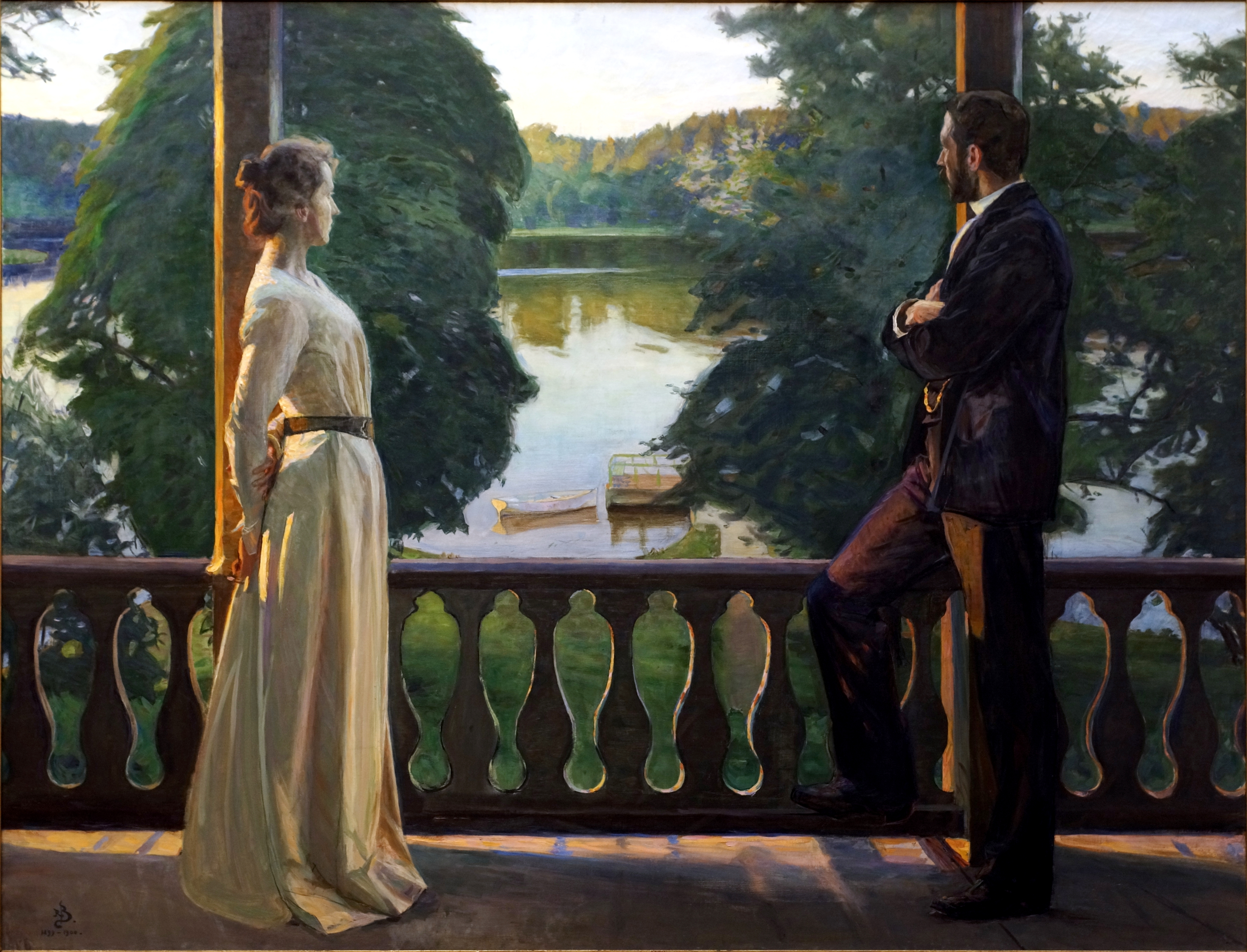
Noordse zomeravond  (1899-1900)

- Bibsys: 99009369
- Bibliothèque nationale de France: cb144624514 (data)
- Gemeinsame Normdatei: 119196921
- International Standard Name Identifier: 0000 0000 6674 7351
- KulturNav: 387f0561-3188-466a-a8d1-d17a3562d819
- Library of Congress Control Number: n00005725
- Nederlandse Thesaurus van Auteursnamen: 17308270X
- RKD-Nederlands Instituut voor Kunstgeschiedenis: 7181
- LIBRIS: 177676
- SNAC: w6fx98mz
- Système universitaire de documentation: 050548417
- Union List of Artist Names: 500011798
- Virtual International Authority File: 5735847
- WorldCat: E39PBJcBT7vKDMX6j6BmjbgBT3